# Фрініх
Фрініх (грец. Φρύνιχος) — давньогрецький трагічний поет, що жив у VI — V століттях до н. е.

## Життєпис
Стосовно дати та місця народження Фрініха не має відомостей. Існує згадка, що він був сином Поліфрадмона та учнем Феспіда. Перший свій успіх як майстра трагедії Фрініх святкував у 510 році до н. е. Проте назва трагедії не збереглася. Розквіт його творчості напевне пов'язано з перебуванням в Афінах.
У 494 році Фрініх поставив свою трагедію «Падіння Мілета», що носило актуальний характер з приводу на те, що в її основі лежали нещодавні події захоплення малоазійського міста Мілета військами перського царя Дарія I. Вона справила неабияке враження на глядачів, що деякі з них навіть плакали. За це на автора наклали штраф.
У 476 році Фрініх мав успіх з іншою трагедією — «Фінікіянки». Вона побудована на розповіді перського євнуха про перебіг морської битви при Саламіні. Після Фрініха цей сюжет використав Есхіл у своїй трагедії «Перси». За деякими даними Фрініх помер на Сицилії.

## Творчість
У цілому ж сучасники Фрініха були високої думки щодо його творчості. Так, хвалив Фрініха відомий майстер комедії Аристофан. Фрініх звертався не тільки до сучасності, а й використовував давньогрецьку міфологію — Фіванський цикл, міфи про Зевса та Геракла.
Окрім написання трагедій Фрініх займався реформуванням давньогрецького театру. Він ввів окремого від хору актора, що спричинило появу театральних діалогів. У його трагедіях вперше з'являються жіночі ролі (їх грали чоловіки у масках). У той же час у творах Фрініха ще драматичний елемент підкоряється ліричному.

## Твори Фрініха
- Падіння Мілета
- Фінікіянки
- Данаїди
- Актеон
- Алкеста
- Тантал